# Adrián Camacho
Adrián Camacho (* 5. März 1957 in Mexiko-Stadt) ist ein ehemaliger mexikanischer Fußballspieler auf der Position eines Stürmers.

## Leben
Camacho begann seine Laufbahn als Zehnjähriger im Nachwuchsbereich des CD Cruz Azul, bei dem er 1977 seinen ersten Profivertrag erhielt. Sein Debüt in der mexikanischen Primera División feierte er am 25. September 1977 in einem torlosen Auswärtsspiel bei den Tiburones Rojos Veracruz, in das er zwanzig Minuten vor Schluss eingewechselt wurde. In den Spielzeiten 1978/79 und 1979/80 gewann er mit den Cementeros zweimal in Folge den mexikanischen Meistertitel.
In dieser Zeit gelang ihm auch der Sprung in die mexikanische Nationalmannschaft, für die er in den Jahren 1980 und 1981 zu insgesamt sechs Länderspieleinsätzen kam. Im WM-Qualifikationsspiel gegen die USA (5:1) am 9. November 1980 gelangen Camacho zwei Treffer.
Nach neun Jahren bei Cruz Azul wechselte Camacho im Sommer 1986 ausgerechnet zum ungeliebten Stadtrivalen América, mit dem er in nur drei Spielzeiten insgesamt fünf Titel gewann. Gleich in seiner ersten Saison 1986/87 gewann er mit den Americanistas den CONCACAF Champions’ Cup und in den beiden folgenden Spielzeiten jeweils die Meisterschaft und den Supercup.

## Erfolge
- Mexikanischer Meister: 1979, 1980, 1988, 1989
- Mexikanischer Supercup: 1988, 1989
- CONCACAF Champions’ Cup: 1987